# Arano (Buenos Aires)
Arano é uma localidade do Partido de Adolfo Alsina na Província de Buenos Aires, na Argentina.